# Philippe Nogrix
Philippe Nogrix est un homme politique français, né le 3 juin 1942 à Fougères (Ille-et-Vilaine).

## Biographie
Diplômé d'études supérieures de chimie, cadre de direction de profession, il a été élu sénateur d'Ille-et-Vilaine le 27 septembre 1998. Il est vice-président de la Commission des affaires étrangères et de la défense nationale.
Il est membre de la Commission nationale de l'informatique et des libertés depuis octobre 2001. Il est également président national du GIP « Enfance Maltraitée » depuis mai 2002.
Après avoir participé à sa création, Philippe Nogrix quitte le MoDem en août 2008.
La liste qu'il menait aux élections sénatoriales du 21 septembre 2008 n'obtient aucun siège avec 15,05 % des suffrages. Le lendemain, il annonce sur Ouest-France qu'il abandonne la vie politique.

## Autres fonctions
- Secrétaire du groupe français de l'Union interparlementaire (UIP)
- Membre de la Commission spéciale sur le projet de loi relatif au service minimum
- Membre de la Délégation française à l'Assemblée parlementaire de l'OTAN
- Membre de la Commission nationale de l'informatique et des libertés
- Secrétaire du groupe d'information internationale sur le Tibet[3]

## Anciens mandats
- Vice-Président du Conseil général d'Ille-et-Vilaine de 1988 à 2000
- Conseiller général d’Ille-et-Vilaine (canton de Fougères-Sud) en 1985, réélu en 1992 et 1998
- Adjoint au maire de Fougères
- Conseiller municipal de Fougères de 1977 à 1989